# Allopodagrion erinys
Allopodagrion erinys – gatunek ważki z rodziny Megapodagrionidae. Znany tylko z oryginalnego opisu Friedricha Risa z 1913 roku; jako miejsce typowe autor wskazał prowincję Misiones w północno-wschodniej Argentynie, ale nie podał dokładnej lokalizacji.